# Hughes Labrusse
Hughes Labrusse est un poète, philosophe et essayiste français, né à Melun en 1938.

## Biographie
Fils de Roger Labrusse, romancier, résistant et militant anticolonial, Hughes Labrusse suit les cours de Jean Beaufret, interprète de Martin Heidegger. Il soutient son diplôme d'études supérieures sur Héraclite sous la direction de Jean Guitton. 
Professeur en Tunisie, il enseigne après l'obtention de l'agrégation de philosophie de 1968 à 2000 au lycée Malherbe de Caen. Il est membre de la commission du livre au centre régional des lettres de Basse-Normandie de 1990 à 2017, et collaborateur de la Fondation Innamori, au Japon.
Auteur de nombreux recueils, gestionnaire de l’œuvre de Claude Couffon, il effectue de nombreuses tournées littéraires avec son épouse, Françoise Phytilis, directrice d'ateliers de théâtre.
Il est lauréat du Prix Louis-Guillaume en 1980.

## Œuvres

### Poésie
- Nuaison, six poèmes, Imp. S.T.A.G.  Tunis
- La complainte de l'île Saint-Louis, 1961-1966
- D'un manuscrit de la promesse, d'entre les poèmes pour que s'accomplisse, 1967
- L'Oiseau, le feurre, l'arme, 1968
- L'oiseau inaugural, 1971
- Poème, le jeune adieu, 1971
- Équerre embarcation, la trirème de Rhodes, 1976
- Rome ou Quand par hasard on a un cœur et une chemise, 1978
- La Bogue de châtaigne, 1979
- Le Langage séduit, 1983
- Terrena l'arbre excessif, 1986
- La Dame du désert, 1986
- Le magasin pittoresque 1991 (préface)
- Le donateur, 1991
- L'enfant au balcon, 2000
- Précaires, 2002
- Théâtre de sable, 2002
- Mes spectres, 2008
- La cessation, 2012

### Essais
Michel Mousseau, le temps de peindre, 1993, monographie.